# Novakane
Novakane è il secondo album degli Outlawz, pubblicato nel 2001.

## Tracce
1. Intro
2. Rize
3. This Is the Life
4. Ghetto Gutta
5. Our Life
6. Y'all Can't Do
7. Interlude 1
8. Red Bull & Vodka
9. 2nd Hand Smoke
10. Interlude 2
11. Boxspring Boogie
12. History
13. So Many Stories
14. World Wide Remix
15. Die If U Wanna
16. Interlude 3
17. Loyalty